# Peter Head
Peter Michael Head (Essex, 18 febbraio 1935 – Norfolk, 11 giugno 2019) è stato un nuotatore britannico.
Ha partecipato ai Giochi di Helsinki 1952, gareggiando nei 100m dorso. Fu selezionato anche per la Staffetta 4x200m sl, ma alla fine non vi gareggiò.
È arrivato quarto nella staffetta freestyle 4×220 yard dei Giochi del Commonwealth del 1954 (con Haydn Rigby, Ronald Roberts e Donald Bland).